# Parque nacional Cerro Azul
El Parque nacional Cerro Azul Copán es un parque nacional hondureño. Está ubicado en el municipios de Santa Rosa de Copán 

El parque nacional se fundó en 1987 y cuenta con una superficie de 123,55 km² en su núcleo central y 247,1 km² de zona de amortiguación. El punto más elevado del parque es el Pico Cerro Azul, que está situado a 2.285 m de altitud. 
El parque está formado por bosque nublado, típico de regiones elevadas. El atractivo más conocido del parque es una cueva de fácil acceso. La entrada al propio parque es, por otro lado, difícil. Abundan los manantiales, con aguas termales. En el recinto del parque pueden contemplarse también lugares arqueológicos de la época precolombina: como las encontradas en Copán y de El Puente en la jurisdicción del municipio de La Jigua.